# Tommy Chase
Thomas „Tommy“ Chase (* 22. März 1947 in Manchester) ist ein britischer Jazzmusiker (Schlagzeug, Bandleader), der mit einem außerordentlichen Timing spielt.

## Wirken
Chase ist als Schlagzeuger Autodidakt und seit Mitte der 1960er Jahre als Profimusiker unterwegs. 1973 leitete er eine eigene Gruppe, mit der er im Little Theater Club in London auftrat. Mitte der 1970er Jahre gehörten zu seiner Band Art Themen, Harry Beckett und Dave Cliff. In den 1980er Jahren konzentrierte er sich auf Hard Bop und dann auf tanzbaren Soul Jazz. Seine Band war ein sehr beliebter Live-Act und galt auch in den 1990er Jahren als die Talentschmiede des britischen Jazz (und er als der „britische Art Blakey“). Chase begleitete zudem amerikanische Musiker wie Al Haig, Joe Albany oder Jon Eardley und tourte auch in Deutschland.

## Diskographische Hinweise
- Tommy Chase – Ray Warleigh Quartet Featuring Jon Eardley One Way (1979, mit Danny Padmore, John Burch)
- Tommy Chase Quartet Featuring Alan Barnes, Nick Weldon, Andrew Cleyndert Hard! (1984)
- Groove Merchant (1987, mit Kevin Flanagan, Mark Edwards, Martin Klute)
- Rebel Fire (1990, mit Ben Waghorn, Gary Baldwin, Arnie Somogyi)